# تينبي ساتو
تينبي ساتو (باليابانية: 佐藤天平) ولد في طوكيو، اليابان، هو ملحن ألعاب فيديو ومؤدي أصوات ياباني بدأ مسيرته الفنية عام 1988.

## روابط خارجية
- تينبي ساتو على موقع IMDb (الإنجليزية)
- تينبي ساتو على موقع ميوزك برينز (الإنجليزية)
- تينبي ساتو على موقع ديسكوغز (الإنجليزية)